# Сборная СССР (команда КВН)
Сборная СССР — сборная команда КВН, состоящая из чемпионов Высшей лиги КВН и её участников разных лет.

## История
Сборная СССР образовалась в 2003 году специально для участия в Летнем кубке (вопреки названию, в советское время в Высшей лиге играл только Сергей Сивохо из ДПИ). Несмотря на то, что в данном составе команда никогда не появлялась на сцене КВН, все участники команды отыграли немалое количество игр в Высшей лиге КВН, а многие из них в разное время принимали участие в розыгрыше Летнего кубка, становились его обладателями. В своей первой игре Сборная СССР одержала победу и завоевала Летний кубок, обогнав ближайших соперников на 0,1 балла. Следующей игрой команды стал Спецпроект 2003 года. На этот раз соперником команды стала Сборная СНГ, в которую, как и в Сборную СССР, вошли участники, в разное время игравшие в Высшей лиге КВН. В той игре сильнее оказалась Сборная СНГ. Третье и последнее появление команды в КВН произошло в 2004 году. Сборная СССР в неполном составе приняла участие в ежегодном Спецпроекте в честь Дня рождения клуба. В тот день на сцене не появились Гарик Мартиросян и Григорий Гаспарян.

## Состав
Актёры и авторы
- Гарик Мартиросян («Новые армяне», Ереван) — капитан и идейный руководитель команды.
- Григорий Гаспарян («Новые армяне», Ереван)
- Вадим Галыгин (БГУ, Минск)
- Марина Грицук (БГУ, Минск)
- Виталий Коломиец (БГУ, Минск)
- Виктор Васильев (Сборная Санкт-Петербурга)
- Дмитрий Хрусталев (Сборная Санкт-Петербурга)
- Полина Сибагатуллина (Сборная Санкт-Петербурга)
- Игорь Диденко (ХАИ, Харьков)
- Валентин Иванов (ХАИ, Харьков)
- Глеб Тимошенко (ХАИ, Харьков)
- Сергей Сивохо (ДПИ, Донецк)
- Сергей Мульд (СГУ, Симферополь)

Авторы
- Вячеслав Благодарский (сборная Санкт-Петербурга)
- Кирилл Ситников (Белорусская сборная)
- Алексей Федоров
- Артем Баронецкий (БГУ, Минск)
- Кирилл Папакуль (БГУ, Минск)

Музыканты
- Алексей Массалитинов (Сборная РУДН)

Звукооператоры
- Эдуард Мелконян («Новые армяне», Ереван)
- Роман Хан (РосНоУ, Москва)

Администратор
- Максим Максимов (ММА им. Сеченова, Москва)

Куратор
- Михаил Марфин (МХТИ, Москва)

Накануне первого выступления команды в 2003 году в качестве участника также был заявлен Дмитрий Никулин (Дети лейтенанта Шмидта, Томск), но по личным обстоятельствам не смог принять участие в игре.  (недоступная ссылка)
В конце 2003 года появились известия, что Сборная СССР планирует приехать на Зимний фестиваль команд КВН в Сочи и побороться за право принять участие в сезоне Высшей лиги КВН 2004. Команда не смогла собраться для участия в фестивале, и эта идея так и не была реализована.